# Giuseppe Ravano
Giuseppe Ravano (ur. 5 lutego 1943 w Rapallo), włoski jeździec sportowy. Złoty medalista olimpijski z Tokio. 
Sukcesy odnosił we Wszechstronnym Konkursie Konia Wierzchowego. Igrzyska w 1964 były jego pierwszą olimpiadą. Triumfował w drużynie (partnerowali mu Paolo Angioni i Mauro Checcoli) oraz był czternasty w konkursie indywidualnym. Po raz drugi startował w igrzyskach w 1968.